# SimTower
SimTower és un videojoc de simulació produït per Maxis. Es tracta de construir una torre o gratacels amb diferents serveis. El jugador té uns recursos que ha de gastar com vulgui per millorar la vida dels habitants de la torre, tenint en compte l'ús que en fan a diferents hores del dia. A partir del pis 100 es pot construir una cúpula o ornament (segons les versions del joc). No hi ha un únic criteri de victòria, ja que el joc no acaba mai.
Es pot edificar habitatges, comerços o oficines. Per transportar els habitants entre les plantes de l'edifici cal construir ascensors. Els habitatges són de compra, proporcionen diners de cop però els seus habitants són sensibles al soroll d'oficines i comerços. Les oficines donen un lloguer mensual però exigeixen gran inversió en ascensors i restaurants.